# Lao Airlines
Lao Airlines là một hãng hàng không có trụ sở ở Viêng Chăn, Lào. Đây là hãng hàng không quốc gia của Lào với các tuyến bay Campuchia, Trung Quốc, Thái Lan và Việt Nam. Căn cứ chính của hãng này là Sân bay quốc tế Wattay, Vientiane..

## Lịch sử
Hãng hàng không này được lập và bắt đầu hoạt động vào tháng 9 năm 1976 với tên gọi Lao Aviation. Tên gọi này đã được đổi thành Lao Airlines vào đầu năm 2003. Hãng này thuộc sở hữu của Chính phủ Lào.

## Các tuyến điểm

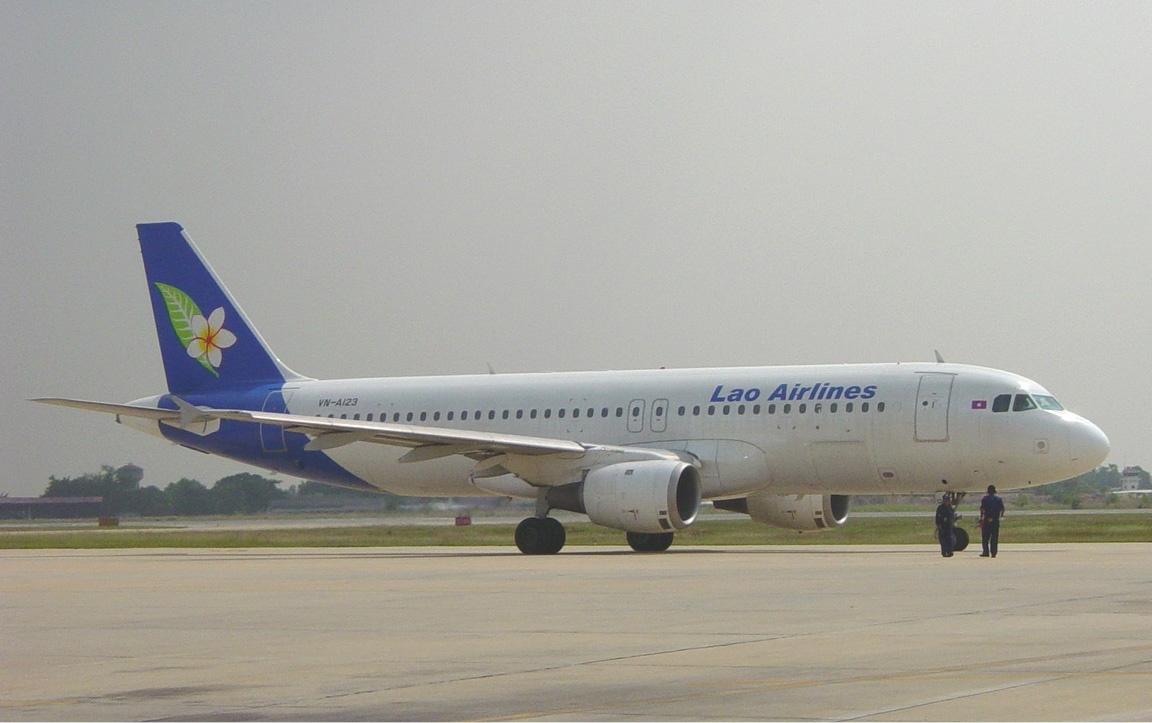
Một chiếc A320 của Lao Airlines.

Đến tháng 11 năm 2008, Lao Airlines cung cấp dịch vụ bay theo lịch trình đến các điểm đến sau:
Campuchia
- Phnôm Pênh
- Siem Reap

Trung Quốc
- Kunming
- Guangzhou
- Sân bay Xishuangbanna Gasa

Lào
- Houei Sai (Sân bay Ban Houeisay)

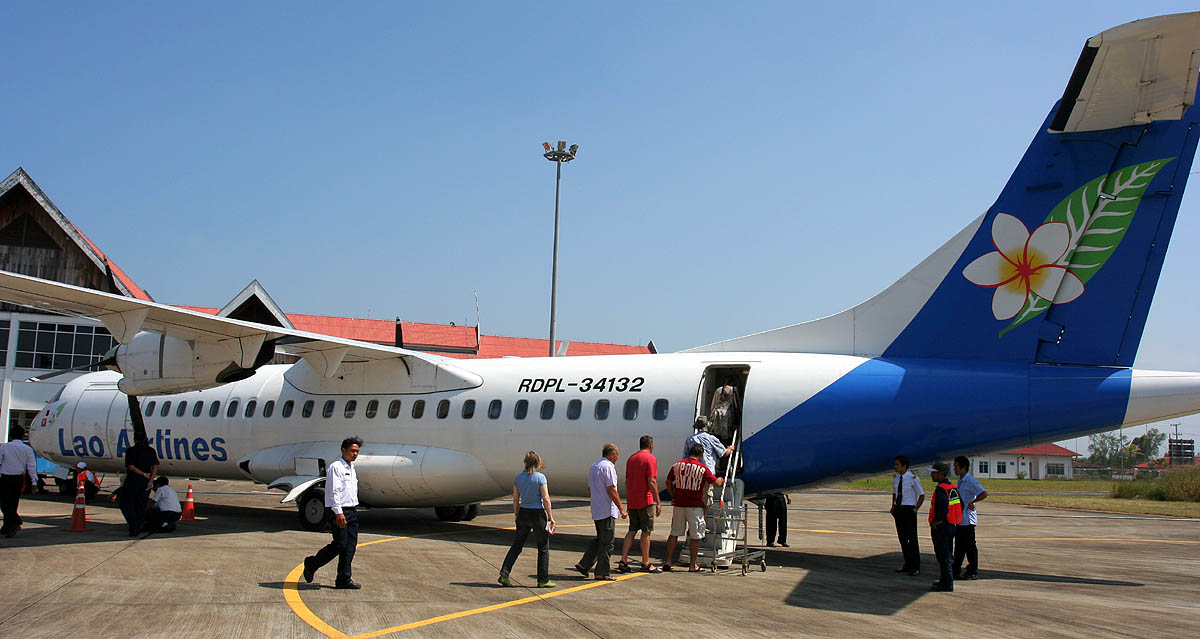
ATR-72 của Lao Airlines tại Sân bay quốc tế Pakse.

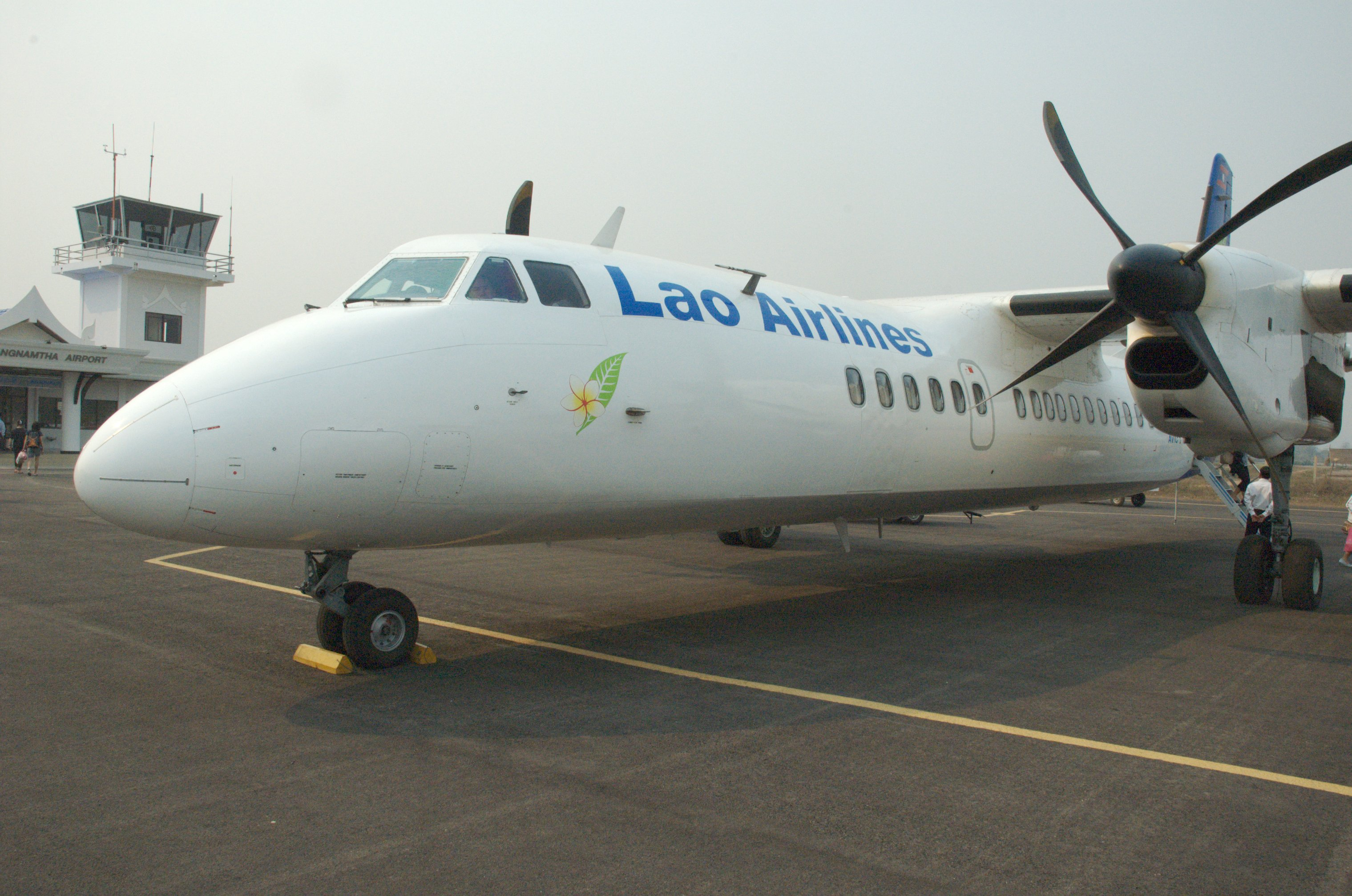
Xian MA60 của hãng tại Sân bay Louangnamtha

- Luang Prabang (Sân bay quốc tế Luang Prabang)
- Oudomxay (Sân bay Oudomsay)
- Pakse (Sân bay Pakse)
- Viêng Chăn (Sân bay quốc tế Wattay)
- Xieng Khuang (Sân bay Xieng Khouang)
- Luang Namtha (Sân bay Louangnamtha)
- Savannakhet (Sân bay Savannakhet)

Singapore
- Sân bay Changi

Thái Lan
- Bangkok
- Chiang Mai

Việt Nam
- Hà Nội
- Hồ Chí Minh
- Đà Nẵng

Hàn Quốc
- Seoul
- Busan

Các đường bay đã ngừng hoạt động:
Thái Lan
- Udon Thani

## Đội máy bay
Đội máy bay tính đến tháng 12/2023 bao gồm:

### Các loại máy bay đã dùng trước đây
Đến tháng 8 năm 2006, hãng này đã không còn dùng những máy bay sau:
- Boeing 737-200
- Xian Y-7 (Antonov An-24 bản Trung Quốc)
- Harbin Y-12

### Đặt hàng
- 3 Airbus A320-214

## Tai nạn và sự cố
16h ngày 16/10/2013, chuyến bay 301 từ Viêng Chăn đã rơi khi đang cố hạ cánh ở sân bay Pakse.